# Saint-Léger-en-Yvelines
Saint-Léger-en-Yvelines is een gemeente in het Franse departement Yvelines (regio Île-de-France) en telt 1393 inwoners (2005). De plaats maakt deel uit van het arrondissement Rambouillet.

## Geografie
De oppervlakte van Saint-Léger-en-Yvelines bedraagt 34,6 km², de bevolkingsdichtheid is 40,3 inwoners per km².
De onderstaande kaart toont de ligging van Saint-Léger-en-Yvelines met de belangrijkste infrastructuur en aangrenzende gemeenten.

## Demografie
Onderstaande figuur toont het verloop van het inwonertal (bron: INSEE-tellingen).